# Àcid gras poliinsaturat
Àcid gras poliinsaturat (en anglès: Polyunsaturated fatty acids,(PUFAs), en bioquímica i nutrició són els àcids grassos que tenen més d'un doble enllaç dins la seva molècula representativa. Això vol dir que la molècula té dos o més punts en la seva estructura capaços de suportat àtoms d'hidrogen. Els àcids grassos poliinsaturats poden assumir un isomerisme cis-trans cis o trans depenent de la geometria del doble enllaç. La manca d'àtoms d'hidrogen extres en la superfície de la molècula faque el punt de fusió sigui més baix. Això es pot veure pel fet que els greixos predominantment insaturats romanen líquids fins i tot a temperatures força baixes 

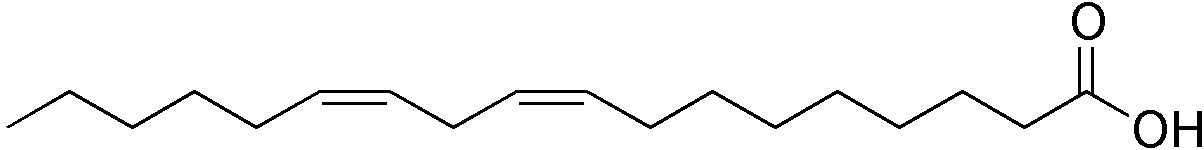
Estructura química de l'àcid linoleic que és un greix poliinsaturat.

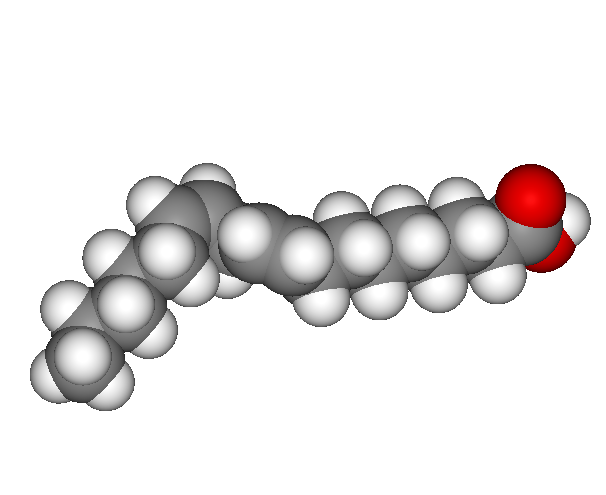
Representació 3D de l'àcid linoleic.

## Classificació
Els àcids grassos poliinsaturats es poden classificar en diversos grups segons la seva estructura química:

### Poliens interromputs pel metilè
Aquests àcids grassos tenen 2 o més dobles enllaços cis que estan separats entre ells per un sol grup funcional metilè
| -C-C=C-C-C=C- |

Tots els àcids grassos essencials són omega-3 i àcids grassos-6 interromputs pel metilè.
- Omega-3
- Omega-6
- Omega-9
- Àcids grassos conjugats

| -C=C-C=C- |

- Altres poliinsaturats
- Àcid pinolènic
- Àcid podocàrpic

## Salut

### Beneficis
Els àcids grassos poliinsaturats es troben principalment en fruits en nou, llavors, peix, algues, verdures de fulla i el krill. Els aliments integrals són millors que els processats que poden haver danyat el greix poliinsaturat. Els àcids grassos Omega-3 en l'oli de peix, peix i marisc s'ha demostrat que redueixen el risc d'infart demiocardi.
Els Omega-6 en l'oli de gira-sol i oli de càrtam també poden reduir el risc d'atac de cor.
L'Omega-3 també redueixen el creixement del tumor de pròstata i incrementen la supervivència.
El consum alimentari de greixos poliinsaturats s'ha demostrat que fan baixar el risc de l'esclerosi lateral amiotròfica.

### Relació amb el càncer
Un estudi en ratolins mostra que consumir grans quantitats de greix poliinsaturat (però no pas en greixos monoinsaturats) incrementa el risc de metàstesi en el càncer.

## Relació amb l'evolució humana
L'any 2012 es va demostrar que la gran migració, de fa uns 80.000 anys, dels humans des del nucli inicials dels llacs de l'est d'Àfrica va ser deguda a una mutació de gens lligada amb l'absorció dels àcids grassos poliinsaturats que va permetre un increment de la mida del cervell i deixar de dependre, exclusivament, de la nutrició amb peixos

## Aliments que en contenen
Alguns exemples d'aliments que tenen greix poliinsaturat són:
- Peix (salmó silvestre - 2,5 grams per 100 grams)
- Cereal integral blat (0,8 grams per 100 grams)
- mantega de cacauet (14,2 grams per 100 grams)
- margarina (al voltant de 24 grams per 100 grams, però pot tenir també greix trans)
- banana (però només té 0,33 grams de greix per ració)
- Pipa de gira-sol
- Llavor de cànem
- Oli de sèsam
- Fritos (producte comercial)